# D'グラフォート札幌ステーションタワー
D'グラフォート札幌ステーションタワー（ディーグラフォートさっぽろステーションタワー）は、札幌市北区北8条西3丁目にある超高層マンションおよび住居棟・業務棟からなる複合ビルである。

## 概要
札幌都心部は青空駐車場が多く、北8西3東地区もそのうちの一つだった。土地の高度利用を進めるために「北8西3東地区第一種市街地再開発事業」を策定し、総事業費約157億円で共同住宅（マンション）を核とする複合施設を建設した。大和ハウス工業が発売し、竣工後ダイワサービス株式会社に管理委託。地下通路で札幌駅と直結している。
敷地面積は5,541.60m2、総床面積は63,8975.47m2。住居棟は地上40階・地下1階、総戸数336戸。高さ143.15mで道内の超高層としては2番目に高い。業務棟は北ビルとも呼ばれ、地上11階、高さ51m。

## 建築・施工
- 2002年（平成14年） - 北8西3東地区再開発事業策定
- 2003年（平成15年）3月5日 - 事業着手
- 2004年（平成16年）5月20日 - 着工
- 2005年（平成17年）11月5日 - 住居棟販売開始
- 2007年（平成19年）3月 - 竣工

## 内部
- 住居棟
  - 1階 店舗
  - 2階 事務所
  - 3階 保育園
  - 4階～40階 住居

- 業務棟
  - 事務所等

## 周辺施設
- 北海道旅客鉄道（JR北海道）札幌駅
- 札幌市営地下鉄さっぽろ駅
- 札幌第一合同庁舎
- 代々木ゼミナール札幌校
- 河合塾札幌校
- 秀英予備校札幌本部校舎
- 東横イン札幌北大前・札幌駅前北口
- ホテルマイステイズ札幌アスペン
- 北海道大学
- 札幌市立北九条小学校
- 札幌中央郵便局
- 札幌エルプラザ